# Bordurien
Bordurien är ett fiktivt land i Europa som förekommer i fyra serier om Tintins äventyr; dessa är Kung Ottokars spira, Månen tur och retur, Det hemliga vapnet och Tintin och hajsjön. Landet är granne med Syldavien. Marskalk Plekszy-Gladz, ledaren för Mustaschistpartiet, styr landet med järnhand. Bordurien har en spänd relation till Syldavien, och försökte sabotera dess månfärd.
Från Bordurien kommer överste Sponsz, som är en av Tintins fiender. Mellan 1195 och 1275 ockuperade Bordurien Syldavien. Uniformerna i landets militär har tydliga nazityska drag medan byggnader och bilar bär stalinistiska drag.

## Geografi
Szohôd är huvudstad och omnämns i flera äventyr. Här finns Plekszy Gladz Platz, namngivet efter diktatorn Plekszy-Gladz.
I landet ligger den konstgjorda Flechizaff-sjön (delvis i Syldavien), som ersatte en hel stad där när den anlades.

## Politik
Bordurien har blivit en diktatur efter andra världskriget. Diktatorn Plekszy-Gladz har drag av verklighetens Stalin och Adolf Hitler, men förekommer aldrig i serien annat än som staty, skulptur och affisch. Senare omnämns han i Tintin hos gerillan på grund av sitt stöd till general Tapioca.
Plekszy-Gladz har en mustasch som utgjorde grunden för en personkult som tog sig uttryck i all möjlig design i Bordurien, där mustaschen gick igen i allt från bilarnas stötfångare till alfabetets accenter. Designen var också vanlig i det av general Tapioca styrda San Theodoros.

## Övrigt
Alla bilar, minnesmärken, den officiella flaggan och typiska borduriska varumärken bär en "Plekszy-Gladz"-mustasch. Detta på grund av det borduriska språkets karakteristiska cirkumflex-tecken, i form av en mustasch, som de har på skyltar och i tidningstext.